# Edwand
Edwand est un hameau (hamlet) du Comté de Smoky Lake, situé dans la province canadienne d'Alberta.